# Stellar Photo Recovery
Stellar Photo Recovery anteriormente conocido como Stellar Phoenix Photo Recovery, es una utilidad de recuperación de archivos multimedia para ordenadores basados en Windows y Mac, desarrollada por Stellar.

Puede recuperar fotos, vídeos y archivos de música perdidos debido al borrado accidental, la corrupción o el formateo de discos duros internos o externos, tarjetas de memoria SD, unidades flash USB o cualquier otro medio de almacenamiento.
Stellar Photo Recovery se puede instalar en:
- Microsoft Windows: Windows 7, Windows 8, Windows 8.1, Windows 10
- macOS: 10.7, 10.8, 10.9, 10.10, 10.11, 10.12, 10.13, 10.14, 10.15